# The Metro (canción)
"The Metro" es una canción del género new wave / synth-pop de la banda estadounidense Berlin, publicado por primera vez en el álbum "Pleasure Victim" del año 1982.
A pesar de su fracaso en listas musicales, su video resultó muy popular en la recién fundada cadena MTV, así como en listas de música synth pop, en discotecas y clubes nocturnos de la época, particularmente del área de Los Ángeles, California.

## Sinopsis
El sencillo fue compuesto por John Crawford para su banda Berlin, como parte de su segundo larga duración Pleasure Victim y grabado en Los Ángeles bajo el sello independiente Enigma Records a finales de 1982. Una segunda edición la produjo Geffen Records en 1983.
"The Metro" es el tercer tema del disco (pero uno de los más importantes en listas), y el segundo en aparecer bajo Geffen.
Fue producido y arreglado (como la mayoría de las piezas) por su baterista y programador Daniel Van Patten.
La grabación de Berlin se caracteriza por combinar el característico género new wave con elementos de punk rock y pop por medio de sintetizadores, los cuales se convierten en la base rítmica.
Terri Nunn dijo en una entrevista sobre la canción que fue un verdadero hit para su banda: "nos definió y definió ese período de música".
Su letra es melancólica y repetitiva. Gira en torno al despecho de la intérprete hacia un soldado que conoció en Londres y se ha alejado. Lo recuerda con dolor mientras viaja en un metro de París.

## Vídeo musical
Su particular video fue su primer éxito con MTV, en una radical rotación del canal en su segundo año. Fue dirigido por Domenic Orlando y filmado en GMT Studios en Los Ángeles, California, en 1983.
Combina diversos elementos visuales: luces de colores, fondos dibujados, figuras o vestimentas que recrean una calle, una ciudad, un metro y una discoteca. Los únicos personajes de carne y hueso son Nunn y el soldado de la letra. Una segunda mujer aparece de una forma fugaz.
La vocalista sólo canta dos líneas delante de las cámaras: "I remember hating you for loving me" ("recuerdo odiándote por amarme") y "Sorry" ("lo siento").
El vídeo fue parte del llamado "Berlin Video 45" lanzado por Geffen en formato de VHS en 1984.

## Posición en listas
El tema en su momento fue un suceso para la agrupación, luego del polémico tema "Sex, (I´m A)...", llegando como máximo a la posición N.º 58 de Billboard, lo que le suposo su tercera mejor posición en dicha lista. luego de su mega éxito "Take My Breath Away" y "No More Words" (N.º 23 en Billboard).

## Otras versiones
Se han hecho diversos remixes dance para discotecas, -el primero de ellos en 1983-, por la propia banda y luego por diversos artistas atraídos por el ritmo cadencioso bailable y contenido sombrío de The Metro.
Numerosas agrupaciones y músicos del género electrónico, punk o incluso rock gótico han hecho lo propio, como las versiones de la banda "Sigue Sigue Sputnik", "System of a Down" (1995 y 1997), "Alkaline Trio" (con otra letra), "Gridlock" , "Sleepthief", "Bella Morte", Hannah Fury y John Fusciante.
Berlin, con una alineación renovada, volvió a regrabar el tema alrededor de 2000 con algunas ligeras variaciones.
Una curiosa versión acústica está disponible sólo en iTunes.
Finalmente, The Metro aparece como parte de la banda sonora de la película "Drácula 2000" y "Not Another Teen Movie".
Un vídeo no oficial y distinto al conocido se puede ver en la página web de Berlin.